# Landkreis Marburg-Biedenkopf
Der Landkreis Marburg-Biedenkopf liegt im Regierungsbezirk Gießen in Mittelhessen. Er ist geprägt durch eine Mittelgebirgslandschaft mit großen Wäldern und dem Fluss Lahn, der den Kreis von Westen nach Südosten durchzieht.
Zentrum des Landkreises und dessen einziges Oberzentrum ist die Universitätsstadt Marburg mit rund 78.000 Einwohnern. Weitere wichtige Städte (Mittelzentren) sind die ehemalige Kreisstadt Biedenkopf und Gladenbach, die beide im Westen des Kreises, im Hessischen Hinterland liegen, sowie Kirchhain und der Wirtschaftsstandort Stadtallendorf im Ostkreis (Altkreis Kirchhain).
Der Landkreis Marburg-Biedenkopf wurde am 1. Juli 2024 50 Jahre alt.

## Geographie

### Lage
Der Landkreis liegt im Norden des Regierungsbezirks Gießen. Kreisstadt ist das Oberzentrum Marburg. Das Kreisgebiet ist in seiner größten West-Ost-Ausdehnung etwa 76 Kilometer breit, in Nord-Süd-Richtung etwa 36 Kilometer.
Höchster Berg ist mit 674 m die Sackpfeife im äußersten (Nord-)Westen bei Biedenkopf. Höchster Punkt ist dabei die Spitze des 210 m hohen Funkmastes des Senders Biedenkopf, was addiert mit der Höhenlage des Standortes eine Höhe von 868 m ergibt.
Niedrigster Punkt mit etwa 168 m ist die Lahnaue zwischen Fronhausen und Sichertshausen im Süden des Kreises an der Grenze zum Landkreis Gießen.

### Flächennutzung
Die Fläche des Landkreises lässt sich folgendermaßen aufgliedern. 14,3 % oder 17.996 ha sind Siedlungs- und Verkehrsflächen, 55.489 ha oder 43,9 % der Fläche sind landwirtschaftlich genutzt. Die Waldfläche beträgt 51.582 ha oder 40,9 %, 1.189 ha oder 0,9 % sind Gewässer.

### Nachbarkreise
Der Landkreis grenzt, im Norden beginnend im Uhrzeigersinn, an die Landkreise Waldeck-Frankenberg, Schwalm-Eder-Kreis, Vogelsbergkreis, Gießen und Lahn-Dill-Kreis (alle in Hessen) sowie an den Kreis Siegen-Wittgenstein (in Nordrhein-Westfalen).

### Naturräumliche Gliederung

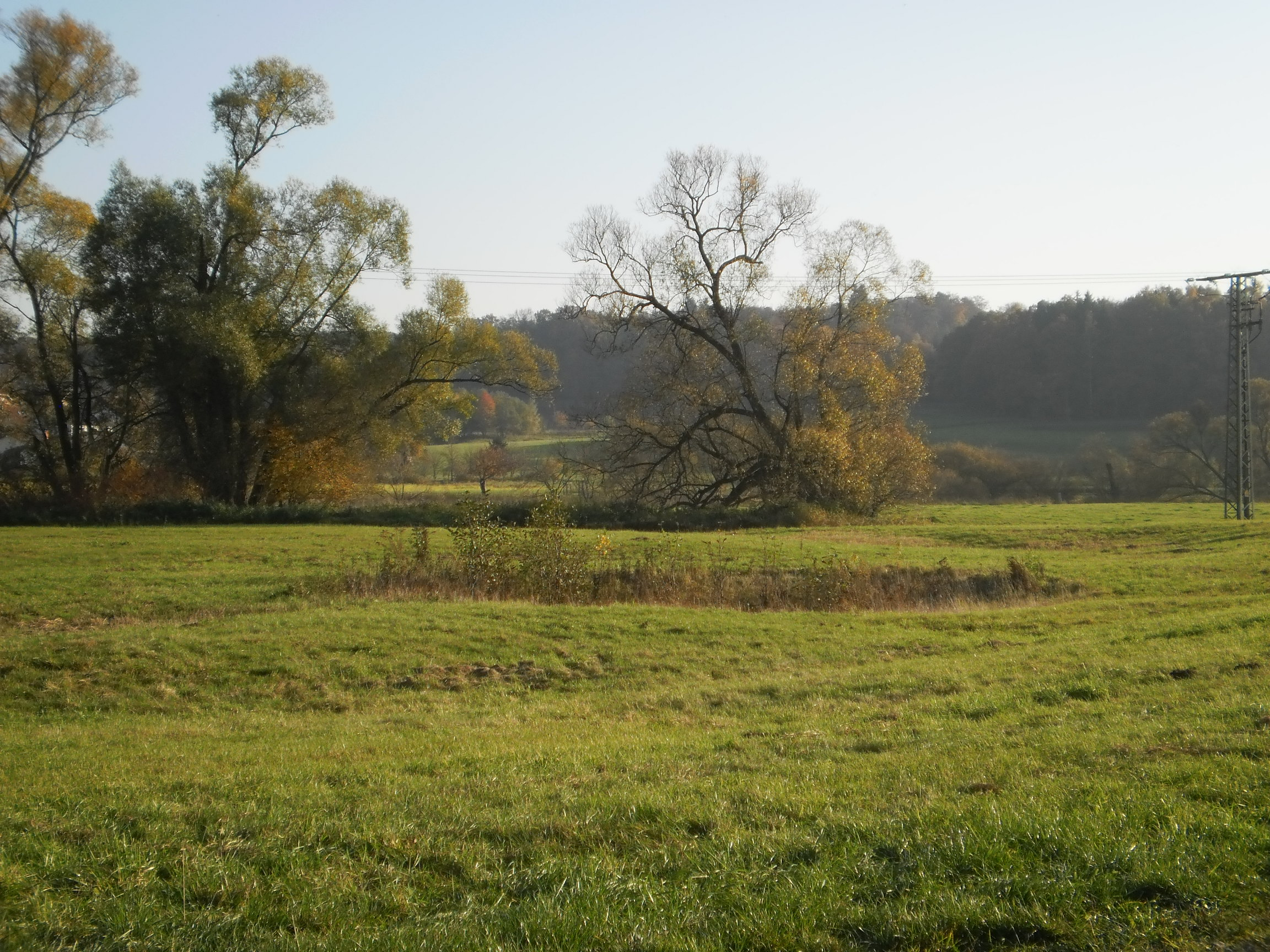
Lahnaue mit kleineren Renaturierungsflächen

Das Kreisgebiet liegt an der Nahtstelle dreier Mittelgebirgs-Großlandschaften. Eine in Nord-Süd-Richtung verlaufende Talsenke, die sich vom Norden des Landkreises über die Wetschaft-Senke (Münchhausen, Wetter, Lahntal) zieht, nach dem Überqueren des Lahn-Oberlaufes in die Elnhausen-Michelbacher Senke (westliche Marburger Ortsteile) übergeht und schließlich im Süden des Kreisgebietes (Weimar und Fronhausen) das Gießener Becken und damit wieder das Tal der Lahn trifft und darin seine Verlängerung findet, trennt die Ausläufer des Rheinischen Schiefergebirges im Westen von den Landschaften des Westhessisches Berg- und Senkenlandes (Haupteinheitengruppe 34) im Osten.
Das Obere Lahntal westlich Sterzhausens wiederum teilt in Ost-West-Richtung die Rheinischen Schiefergebirgs-Ausläufer in die des Rothaargebirges (Haupteinheitengruppe 33 – Süderbergland) im Nordwesten und die des (naturräumlichen) Westerwaldes (32) im Westen und Südwesten des Kreisgebietes.
Die bis 674 m hohen Ausläufer des Rothaargebirges (Sackpfeife nebst Vorhöhen) nehmen im Nordwesten nur kleinere Teile des Landkreises ein.

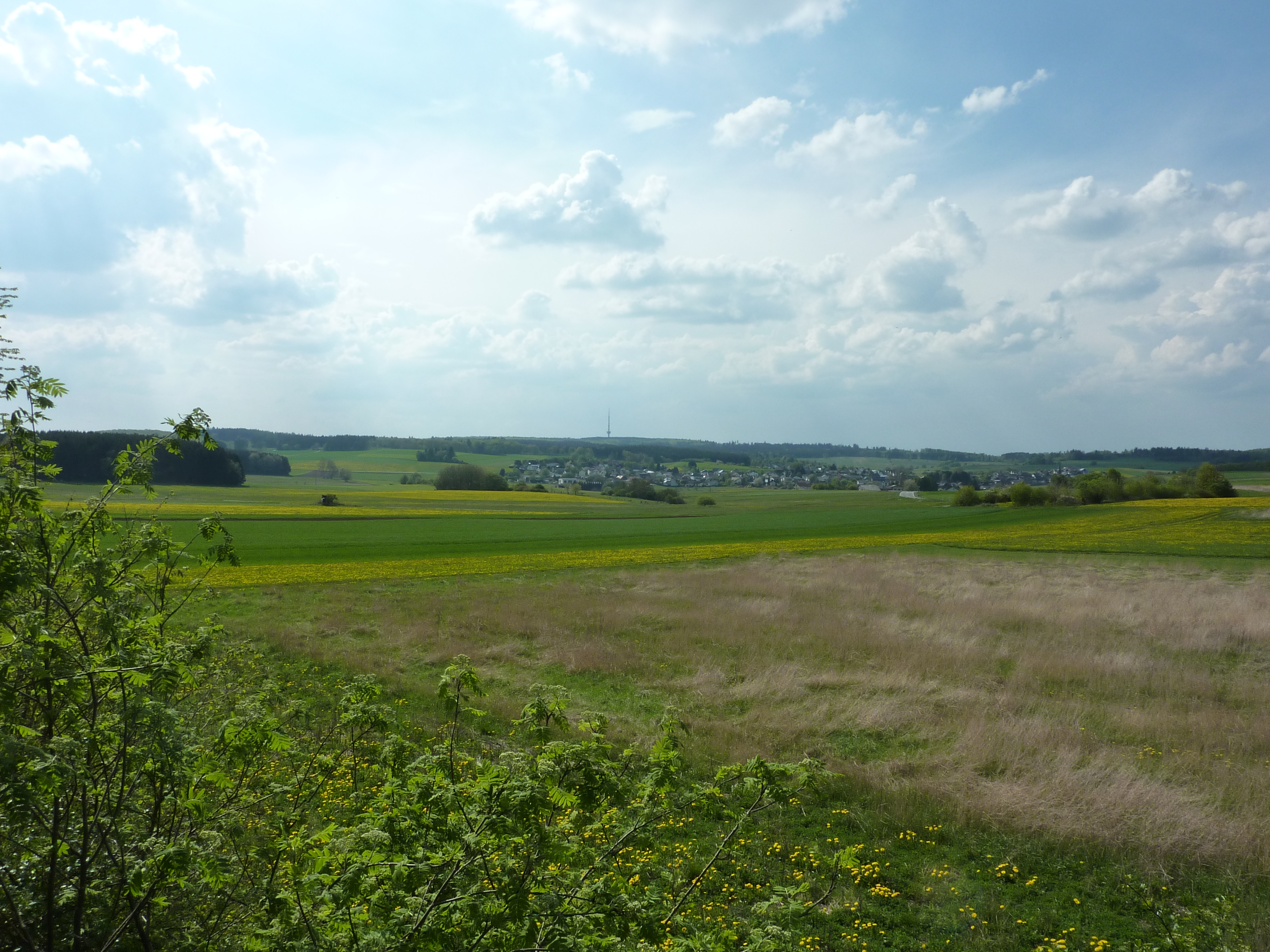
Blick aus Süd-Ost über die Bottenhorner Hochflächen, i.M. 490 m ü. NN, hinter Bottenhorn der Fernsehturm Angelburg

Das naturräumlich zum Westerwald gezählte, im Landkreis bis 578 m hohe Gladenbacher Bergland nimmt demgegenüber fast die gesamte westliche Hälfte des Kreises ein. Während der Nordosten vom Kuppenland der Damshäuser Kuppen um den 498 m hohen Rimberg geprägt ist, wird der Westen vom (knapp jenseits der Kreisgrenze) an der Angelburg bis 609 m hohen Plateau der Bottenhorner Hochflächen (eine der ältesten Landoberflächen des Rheinischen Schiefergebirges) dominiert, das nach Norden in den Breidenbacher Grund allmählich zum Lahntal hin abflacht und nach Süden in den etwas weniger hohen Zollbuche-Höhenzug (bis 487 m) übergeht. Das letztgenannte Teilgebirge wird nach Osten hin umrahmt vom reliefarmen Hügelland des Salzbödetals, das nach Osten bis an die Lahn reicht.
In der zum Westhessischen Bergland gezählten Osthälfte des Landkreises werden in den größtenteils aus Buntsandstein bestehenden Rücken nur Höhen von um 400 m bei einer Reliefenergie von etwa 200 m erreicht. Hierzu gehören neben den das Lahntal bei Marburg begrenzenden Höhenzügen von Marburger Rücken und Lahnbergen auch der Burgwald im Norden, die Oberhessische Schwelle mit dem Neustädter Sattel im Osten und das basalthaltige Lumda-Plateau im Süden.
Alle genannten Höhenzüge (bis auf den Marburger Rücken) rahmen im Uhrzeigersinn die große und gänzlich unbewaldete Talsenke des Amöneburger Beckens mit dem markanten Basaltkegel der Amöneburg als einziger nennenswerter Erhebung ein.

#### Berge
Die als Ausflugsziele und Aussichtspunkte wichtigsten Berge des Landkreises sind die 674 m hohe Sackpfeife in den Rothaargebirgs-Ausläufern nördlich von Biedenkopf, der 498 m hohe Rimberg im Kuppenland nahe Dautphetal-Damshausen, die 538,7 m hohe Scheid (1 km östlich von Bottenhorn), das zur Zollbuche (Naturraum) zählende 498 m hohe Schönscheid südwestlich von Bad Endbach, die 454 m hohe Koppe an der östlichen Zollbuche bei Gladenbach-Erdhausen, der 387 m hohe Christenberg und Burg Mellnau im westlichen Burgwald unweit Wetters, der 380 m hohe Burgholz nördlich Kirchhains an der Oberhessischen Schwelle, die 365 m hohe, im Amöneburger Becken singuläre Amöneburg sowie der 380 m hohe Ortenberg mit dem Spiegelslustturm und der 370 m hohe Frauenberg auf den Lahnbergen nah Marburg.

#### Gewässer

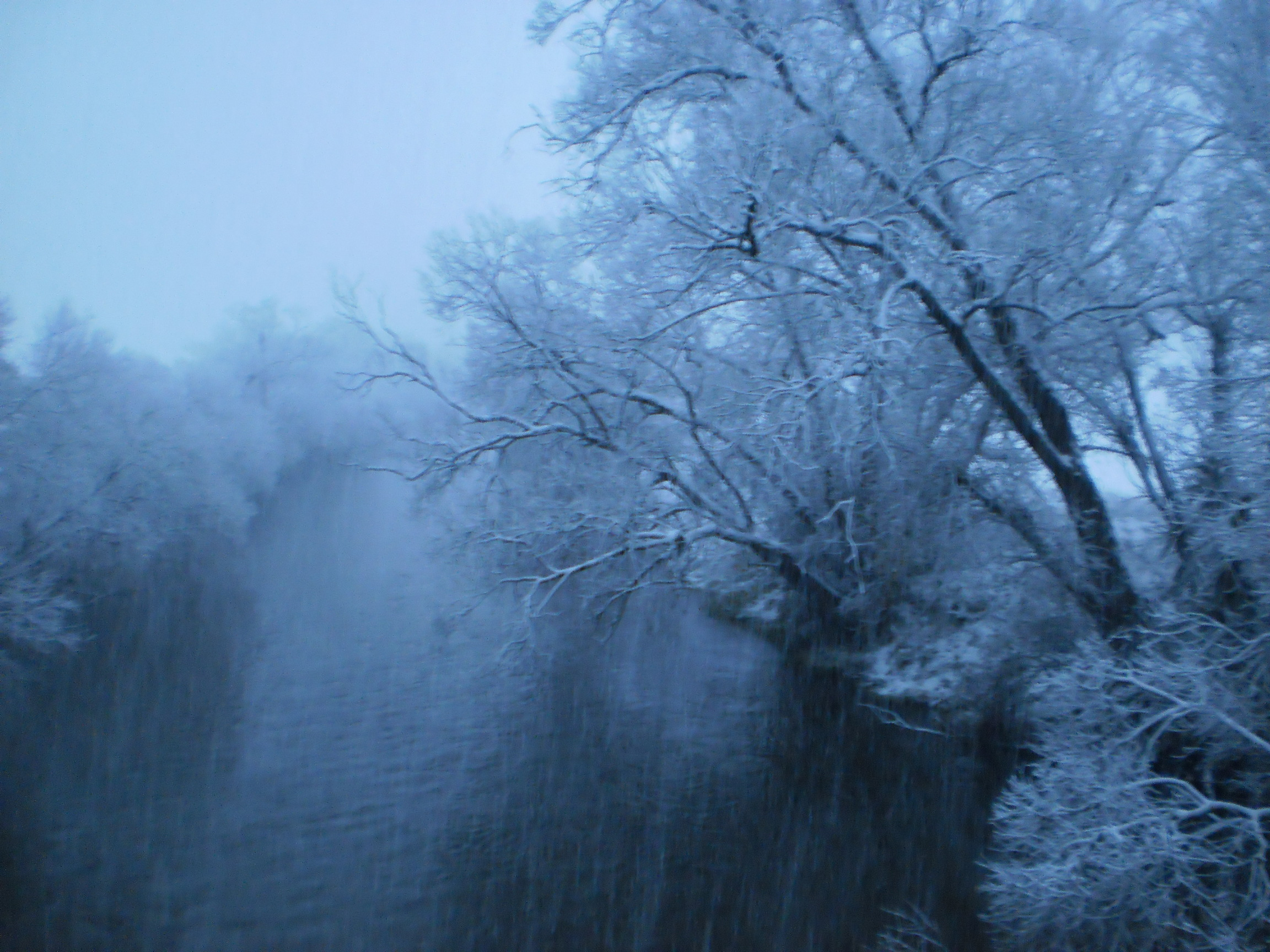
Die Lahn nach einem Wintereinbruch im Jahr 2015

Von den vielen Gewässern des Landkreises ist die Lahn mit einer Gesamtlänge von 242 km das mit Abstand größte Gewässer. Sie durchfließt den Kreis von Westen her bis etwa zur Mitte des Kreisgebietes, um sich bei Marburg nach Süden zu wenden und bei Sichertshausen das Kreisgebiet zu verlassen. Fast alle weiteren Gewässer fließen in die Lahn und gehören damit zum Rheineinzugsgebiet.
Eine Ausnahme bildet der durch den Neustädter Sattel abgetrennte nordöstlichste Teil. Der Neustädter Sattel gehört zur Rhein-Weser-Wasserscheide, weswegen die jenseits befindlichen Orte des Landkreises – welches genau die Ortsteile von Neustadt sind – zum Wesereinzugsgebiet gehören. Einziger erwähnenswerter Fluss ist hierbei die Wiera, die von links in die Schwalm, den wichtigsten Nebenfluss der Eder, mündet.
Im Nordwesten des Kreisgebietes in der Nähe der Sackpfeife bildet die Wasserscheide zur Eder genau die Kreisgrenze, im Norden an der Wetschaft-Senke verläuft die Wasserscheide grenznah, jedoch ausschließlich jenseitig. Im Westen verläuft die Kreisgrenze entlang der Wasserscheide zwischen Lahn und Dill und damit größtenteils der historischen Grenze zwischen dem ehemaligen Herzogtum Nassau und dem Großherzogtum Hessen-Darmstadt folgend.
Folgende Flüsse und Bäche aus dem Flusssystem der Lahn sind für das Kreisgebiet von Bedeutung:
| Name        | Zufluss- seite | Länge [km] | Einzugs- gebiet [km²] | Mündungs- höhe [m. ü. NN] | Neben- flüsse   | Wichtige flussnahe Straßen                                                                                    | Gemeinden                                                                    |
| ----------- | -------------- | ---------- | --------------------- | ------------------------- | --------------- | --- | ---------------------------------------------------------------------------- |
| Lahn        | entfällt       | 242,00     | 5964,00               |                           | s. u.           | B 62, B 3 | Biedenkopf, Dautphetal, Lahntal, Marburg, Weimar, Fronhausen                 |
| Perf        | rechts         | 019,95     | 0113,13               | 285                       | Gansbach, Diete | B 253 (über Diete und Perf)                                                                                   | Bad Endbach, Steffenberg, Breidenbach, Biedenkopf; Gansbach: + Angelburg     |
| Dautphe     | rechts         | 08,8       | 0041,81               | 245                       |                 | B 453 | Dautphetal                                                                   |
| Wetschaft   | links          | 29,0       | 0196,21               | 192                       | Treisbach       | B 252 | Münchhausen, Wetter, Lahntal Treisbach: + nordöstliche Ortsteile Biedenkopfs |
| Ohm         | links          | 59,0       | 984,0                 | 188                       | Klein, Wohra    | B 62 (über Klein und Ohm), Landesstraße L3073 Kirchhain-Homberg, Wohra: Landesstraße L3073 Kirchhain-Gemünden | Stadtallendorf, Amöneburg, Kirchhain, Cölbe; Wohra: + Wohratal, Rauschenberg |
| Allna       | rechts         | 19,1       | 0092,02               | 172                       | Ohe             | | Gladenbach, Weimar, Marburg                                                  |
| Wenkbach    | rechts         | 07,2       | 0020,77               | 168                       |                 | -/- | Weimar                                                                       |
| Zwester Ohm | links          | 20,0       | 69,                   | 167                       |                 | Landesstraße L3048 Kirchhain-Fronhausen                                                                       | Ebsdorfergrund, Fronhausen                                                   |
| Salzböde    | rechts         | 27,6       | 0137,85               | 154                       | Vers            | B 255 (nur kurzes Stück) Landesstraße L3048 (Gladenbach-Fronhausen)                                           | Bad Endbach, Gladenbach, Lohra, Fronhausen                                   |

Zwischen Kirchhain und Marburg bietet das Rückhaltebecken des größten Lahn-Zuflusses Ohm der Stadt Marburg bisher zuverlässigen Hochwasserschutz, im Westen hält der Perfstausee bei Biedenkopf bei Bedarf größere Wassermassen zurück. Zusätzlich sind im Bereich der oberen Lahn zum Beispiel zwischen Lahntal-Caldern und Lahntal-Sterzhausen im Rahmen eines Forschungsprojektes Maßnahmen zur Renaturierung und zum vorbeugenden Hochwasserschutz umgesetzt worden.

### Klima
Die Jahresmittel der Niederschläge betragen im Raum Marburg etwa 600–700 mm, im gebirgigeren Westteil des Landkreises 850–1000 mm.

## Geschichte

### Mittelalter – Neuzeit
Das heutige Kreisgebiet gehörte im Laufe der Geschichte überwiegend zur Landgrafschaft Hessen, einige Gebiete auch zum erzbischöflichen Kurfürstentum Mainz.  Bei der hessischen Landesteilung 1648 (Landgrafschaft Hessen-Darmstadt und Landgrafschaft Hessen-Kassel → Hessenkrieg) wurde das Gebiet schließlich aufgeteilt: der Raum Marburg kam zu Hessen-Kassel, das Hessische Hinterland (die Ämter Battenberg, Blankenstein, Biedenkopf, Hatzfeld und Vöhl) zu Hessen-Darmstadt. Das kurmainzische Amöneburg kam erst 1803 zu Hessen-Kassel.
1821 bildete das Kurfürstentum Hessen-Kassel die Landkreise Marburg und Kirchhain. Im Großherzogtum Hessen (Darmstadt) entstanden die Landratsbezirke Battenberg (mit Biedenkopf) und Gladenbach, welche 1832 zum Landkreis Biedenkopf vereinigt wurden. Im Jahr 1866 annektierte Preußen das Kurfürstentum Hessen und das Herzogtum Nassau, die es zur Provinz Hessen-Nassau zusammenschloss. Gleichzeitig erhielt Preußen vom Großherzogtum Hessen den Landkreis Biedenkopf, so dass alle drei Landkreise Bestandteil der Provinz Hessen-Nassau wurden. 1929 schied die Stadt Marburg in den Grenzen der heutigen Kernstadt (jedoch noch ohne Ockershausen, welches am 1. Januar 1931 eingemeindet wurde) aus dem Landkreis Marburg aus und wurde kreisfrei. Drei Jahre später, 1932, wurde der Kreis Kirchhain mit dem Kreis Marburg vereinigt, ferner wurde der Kreis Biedenkopf neu gegliedert. Er verlor rund 40 % seines Gebietes an den Landkreis Frankenberg und an den Kreis Wetzlar der gleichzeitig von der Rheinprovinz in die Provinz Hessen-Nassau umgegliedert wurde.

### Entstehung
Im Rahmen der hessischen Gebietsreform wurden am 1. Juli 1974 die beiden Landkreise Marburg und Biedenkopf (ungefähr deckungsgleich mit dem Hessischen Hinterland) zusammen mit der kreisfreien Stadt Marburg zum neuen „Landkreis Marburg-Biedenkopf“ vereinigt. Die Stadt Marburg wurde dabei, um ihre 18 (äußeren) Stadtteile vergrößert, eine der sieben Sonderstatusstädte in Hessen.
Folgende Änderungen der Kreiszugehörigkeiten wurden dabei, von der Fusion abgesehen, vorgenommen:
- Aus der Gemeinde Schiffelbach im Altkreis Marburg war bereits am 1. Januar 1974 ein Stadtteil von Gemünden (Wohra) im Landkreis Waldeck-Frankenberg geworden.[9]
- Die Gemeinden Roth und Simmersbach aus dem Altkreis Biedenkopf wurden in die Gemeinde Eschenburg im Dillkreis ausgegliedert, welcher 1977 dann aufgelöst in den Lahn-Dill-Kreis überging.
- Die fünf Teilgemeinden der Großgemeinde Bischoffen wechselten in den Landkreis Wetzlar, der 1977 ebenfalls aufgelöst in den Lahn-Dill-Kreis überging.
- Die für nur wenige Jahre zur Gemeinde Braunstein zusammengefassten Orte Nordeck und Winnen wurden Ortsteile der Stadt Allendorf (Lumda) im Landkreis Gießen.[10]

- Die Gemeinde Mengsberg, ehemals Landkreis Ziegenhain, wurde als Stadtteil von Neustadt in den neu gebildeten Landkreis aufgenommen.
- Das hinterländische (bis 1932 Kreis Biedenkopf) Oberasphe, bislang Landkreis Frankenberg, welches zum 1. Januar 1974 zunächst als Ortsteil von Battenberg dem Landkreis Waldeck-Frankenberg zugeschlagen worden war, wurde nach heftigen Protesten der Bevölkerung ein halbes Jahr später in die neue Großgemeinde Münchhausen des hiesigen Landkreises eingegliedert.

### Bevölkerung

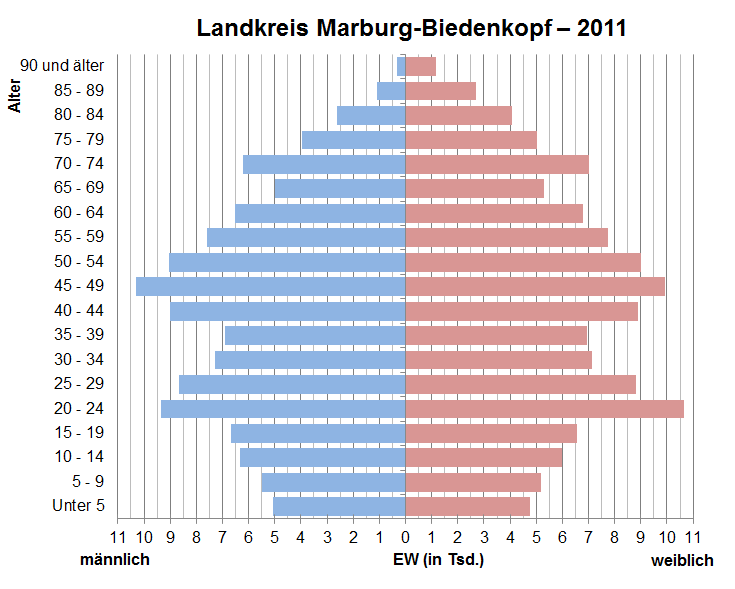
Bevölkerungspyramide für den Kreis Marburg-Biedenkopf (Datenquelle: Zensus 2011.)

Die Anzahl der Einwohner mit Erstwohnsitz im neuen Landkreises Marburg-Biedenkopf lag 1974 bei seiner Gründung bei 232.632 und stieg anschließend auf über 250.000. Beim Zensus 2011 wurde die Anzahl um ungefähr 10.000 nach unten korrigiert, was in etwa der Korrektur der Einwohnerzahl der Stadt Marburg entsprach. Anschließend gab es bis 2018 eine leichte Bevölkerungszunahme um 1,8 %. Seitdem blieb die Einwohnerzahl nahezu konstant bei 246.000. Dies entspricht auch weitgehend der Prognose des Landes Hessens für die Bevölkerung im Landkreis im Jahre 2030.

## Religionen
Durch iro-schottische Mönche im siebenten und durch Bonifatius und seine Schüler zu Beginn des achten Jahrhunderts kam der christliche Glaube in den östlichen Teil des heutigen Landkreises durch die Kirchen bei Amöneburg. Im westlichen Teil war eine Taufkapelle in Breidenbach, die bereits in der bonifatischen Zeit bestanden haben soll, Ausgangspunkt für die Christianisierung. In der Folge entstanden viele Kirchen und Klöster, aus denen sich oft kleine Ortschaften entwickelten. Nach der Reformation 1524 wurde von Landgraf Philipp ein Bekenntniswechsel gefordert, wodurch das Gebiet fast ausnahmslos evangelisch-lutherisch geprägt wurde. Lediglich ein Teil des Ostkreises, neben dem heutigen Dekanat Amöneburg auch drei der vier Marburger Stadtteile jenseits der Lahnberge, als vorreformatorisch zum Erzbistum Mainz zugehörig, ist stark katholisch geprägt. Historisch gehört auch die Enklave Katzenberg hierzu, die bis 1866 dem Landkreis Kirchhain angehörte und inzwischen in der Gemeinde Antrifttal im benachbarten Vogelsbergkreis aufgegangen ist.
Juden wurden auf dem Gebiet des heutigen Landkreises 1273 erstmals in Amöneburg erwähnt. Während der Pestjahre um 1350 sowie nach Ausweisungsverfügungen 1524 und 1662 wurden viele Juden gezwungen, das Gebiet zu verlassen oder einen Bekenntniswechsel vorzunehmen. Bis vor der Machtübernahme der Nationalsozialisten lebten etwa 1400 Juden im Gebiet des heutigen Landkreises. Nach 1933 sank die Zahl der Juden im Landkreis durch Wegzug, Emigration und Deportation gegen null. Nachdem kurz nach dem Ende des Zweiten Weltkrieges zeitweise wieder etwa 250 Juden im heutigen Kreisgebiet lebten, sank die Zahl in den 1970er Jahren auf 20 und stieg seither wieder an auf etwa 100 Mitglieder in der Jüdischen Gemeinde Marburg.
Die beiden größten evangelische Gruppen im Kreis sind die Evangelische Kirche von Kurhessen-Waldeck mit den Kirchenkreisen Kirchhain und Marburg im Sprengel Marburg und die Evangelische Kirche in Hessen und Nassau mit den Dekanaten Biedenkopf und Gladenbach in der Propstei Nord-Nassau. Die Evangelische Kirche gibt es im Kreis bereits seit ihren Anfängen, da Landgraf Philipp nach der Homberger Synode 1526 den protestantischen Glauben in der Landgrafschaft einführte.

## Verwaltung und Politik

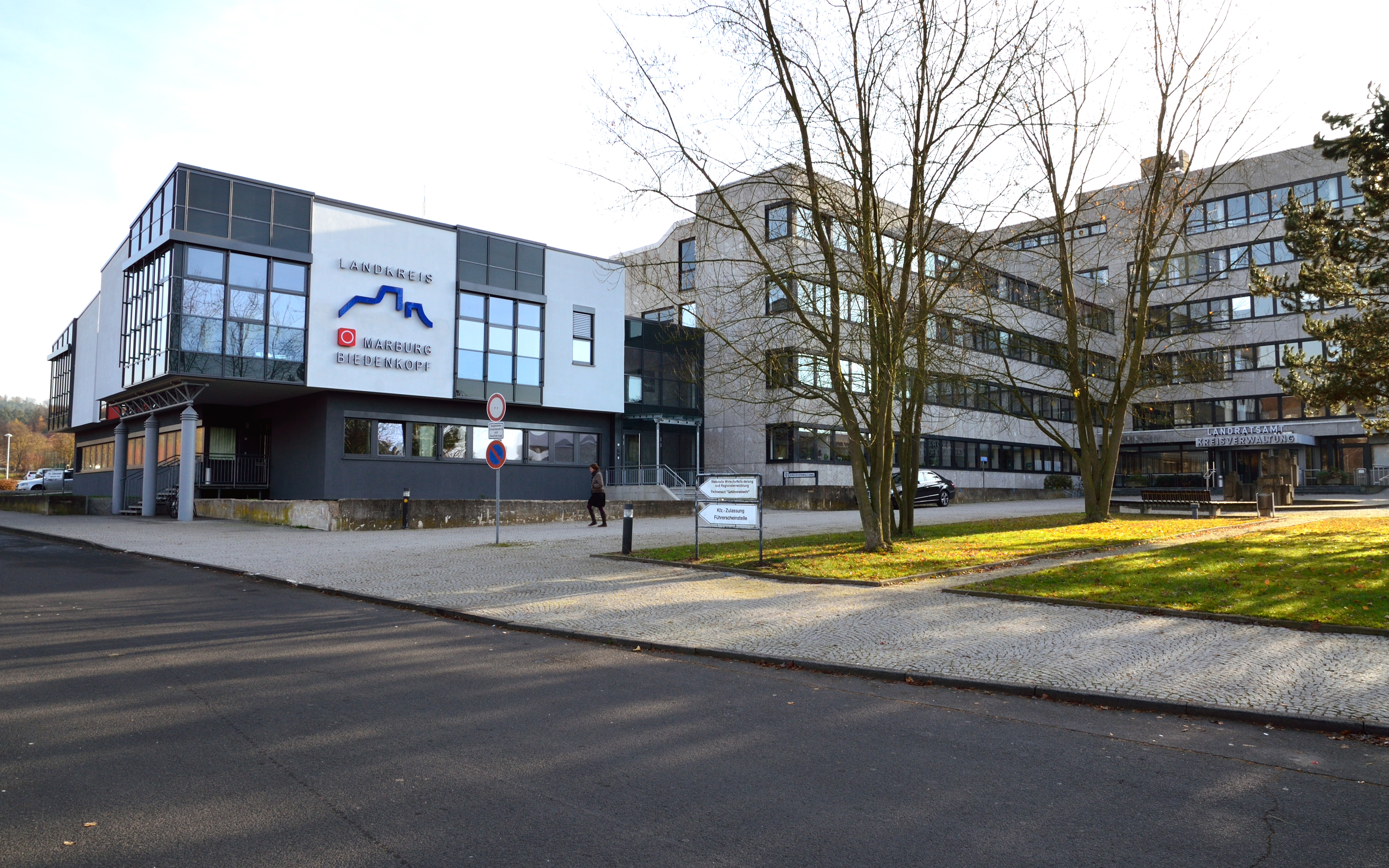
Die Kreisverwaltung des Landkreises Marburg-Biedenkopf in Marburg-Cappel, Im Lichtenholz 60

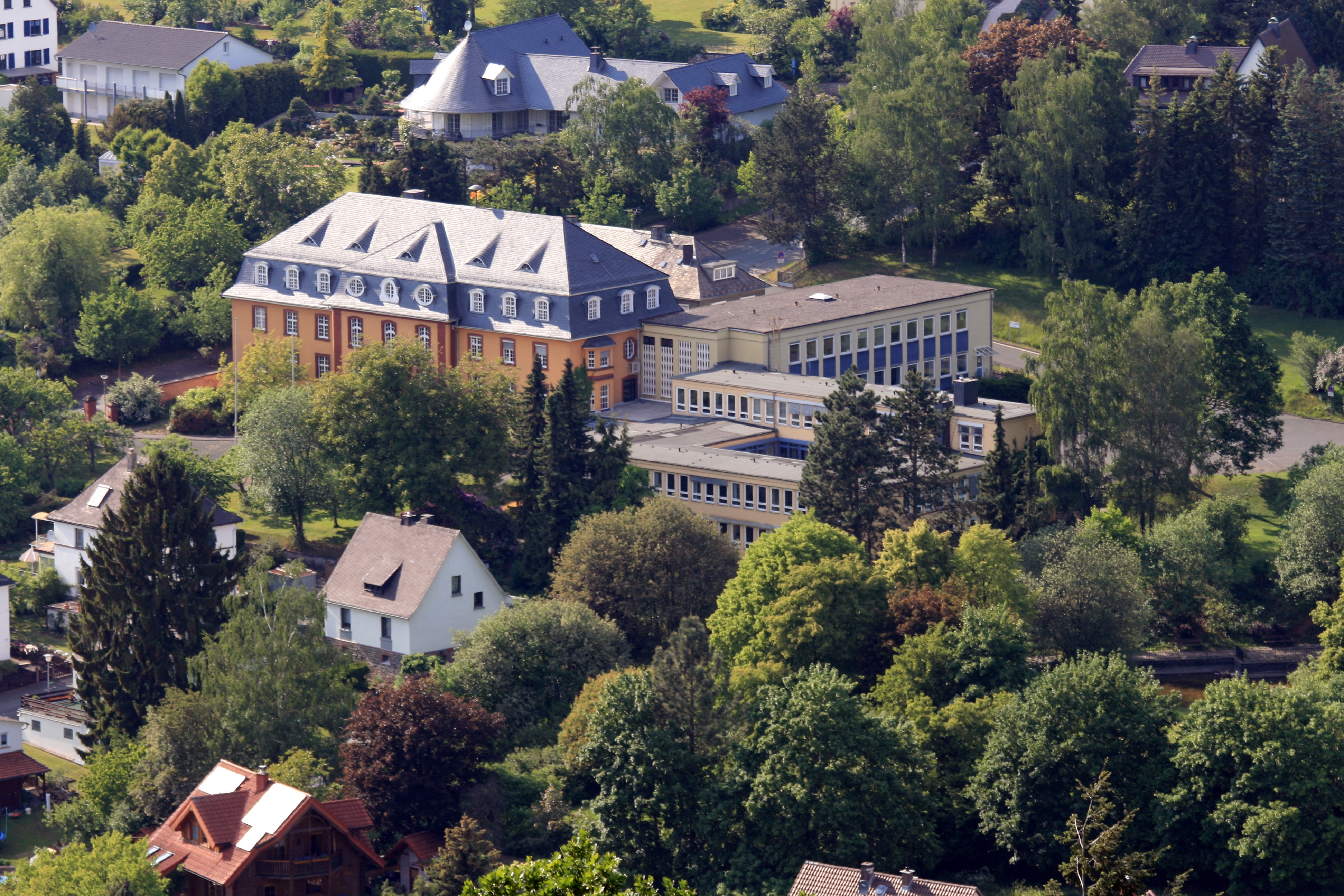
Außenstelle der Kreisverwaltung (Landratsamt) in Biedenkopf, Kiesackerstraße 10–12

### Allgemeines
Zur Verwaltung des Landkreises ist in Marburg-Cappel das Landratsamt als Behörde eingerichtet. Daneben sind in der ehemaligen Kreisstadt Biedenkopf und in Stadtallendorf Außenstellen des Landkreises eingerichtet. Das Landratsamt nimmt zum einen kommunale Aufgaben, aber auch Aufgaben als untere staatliche Verwaltungsbehörde wahr.
Der Kreisausschuss ist das Selbstverwaltungsorgan des Landkreises. Er bereitet außerdem Beschlüsse für den Kreistag vor und bildet Kommissionen zur Erledigung bestimmter Aufgaben. Der Kreisausschuss besteht aus 15 ehrenamtlichen Kreisbeigeordneten, die aus der Mitte des Kreistages gewählt werden, sowie zwei hauptamtlichen Mitgliedern. Dies sind der Landrat und der Erste Kreisbeigeordnete. Während der Erste Kreisbeigeordnete ebenfalls durch den Kreistag gewählt wird, wird der Landrat direkt von den im Kreisgebiet ansässigen Bürgern gewählt.
Dem Landrat und dem Ersten Kreisbeigeordneten ist jeweils ein Dezernat zugeteilt. Diese bestehen aus verschiedenen Fachbereichen, Stabsstellen, Eigenbetrieben und Zweckverbänden.

### Kreistag
Der Kreistag ist die kommunale Volksvertretung auf der Ebene der Landkreise. Vorsitzender des Kreistages Marburg-Biedenkopf ist seit Mai 2011 Detlef Ruffert (SPD).
Im Landkreis regierte von 2001 bis 2011 eine Jamaika-Koalition aus CDU, Bündnis 90/Die Grünen und FDP mit Unterstützung der Freien Wähler. Sie gehörte zu den ersten Koalitionen dieser Art überhaupt in Deutschland. Nach der Kommunalwahl 2011 hat die FDP die Koalition verlassen, so dass bis zur Kommunalwahl 2016 eine CDU/Bündnis 90/Die Grünen/Freie Wähler-Koalition den Kreis regierte. Seit der Kommunalwahl 2016 regiert eine Koalition aus SPD und CDU den Landkreis.
Die Kommunalwahl am 14. März 2021 lieferte folgendes Ergebnis, in Vergleich gesetzt zu früheren Kommunalwahlen:
| Diagrammdarstellung von Wahlergebnis und Sitzverteilung | Diagrammdarstellung von Wahlergebnis und Sitzverteilung |
| --- | --- |
| Kreistagswahl im Landkreis Marburg-Biedenkopf 2021Wahlbeteiligung: 51,8 % 403020100 30,5 %26,3 %16,0 %6,8 %6,6 %4,5 %4,4 %n. k. %4,8 % SPDCDUGrüneAfDLinkeFDPFWPiratenSonst.iGewinne und Verlusteim Vergleich zu 2016 %p 8 6 4 2 0 −2 −4 −6−4,5 %p−0,9 %p+6,5 %p−5,7 %p+0,1 %p+0,6 %p−0,1 %p−0,9 %p+4,8 %pSPDCDUGrüneAfDLinkeFDPFWPiratenSonst.Anmerkungen:i 2021: Klimaliste: 3,3 %; WDMR: 0,8 %; Liberale & Piraten: 0,7 % | Sitzverteilung im Kreistag 2021Insgesamt 81 Sitze - Linke: 5 - SPD: 25 - Klima: 3 - Grüne: 13 - Liberale & Piraten: 1 - FW: 3 - WDMR: 1 - CDU: 21 - FDP: 4 - AfD: 5 |

| Wahlvorschläge       | Wahlvorschläge                              | % 2021 | Sitze 2021 | % 2016 | Sitze 2016 | % 2011 | Sitze 2011 | % 2006 | Sitze 2006 | % 2001 | Sitze 2001 |
| -------------------- | ------------------------------------------- | ------ | ---------- | ------ | ---------- | ------ | ---------- | ------ | ---------- | ------ | ---------- |
| SPD                  | Sozialdemokratische Partei Deutschlands     | 30,5   | 25         | 35,0   | 28         | 36,2   | 30         | 36,1   | 29         | 38,8   | 32         |
| CDU                  | Christlich Demokratische Union Deutschlands | 26,3   | 21         | 27,2   | 22         | 33,5   | 27         | 39,6   | 32         | 38,3   | 31         |
| GRÜNE                | Bündnis 90/Die Grünen                       | 16,0   | 13         | 09,5   | 08         | 16,4   | 13         | 08,9   | 07         | 08,6   | 07         |
| AFD                  | Alternative für Deutschland                 | 06,8   | 05         | 12,5   | 10         | —      | —          | —      | —          | —      | —          |
| DIE LINKE.           | DIE LINKE.                                  | 06,6   | 05         | 06,5   | 05         | 04,3   | 04         | 04,9   | 04         | 02,4   | 02         |
| FDP                  | Freie Demokratische Partei                  | 04,5   | 04         | 03,9   | 03         | 02,6   | 02         | 04,0   | 04         | 03,9   | 03         |
| FREIE WÄHLER         | Freie Wähler Bundesvereinigung              | 04,4   | 03         | 04,5   | 04         | —      | —          | —      | —          | —      | —          |
| Klimaliste           | Klimaliste                                  | 03,3   | 03         | —      | —          | —      | —          | —      | —          | —      | —          |
| WDMR                 | WDMR                                        | 00,8   | 01         | —      | —          | —      | —          | —      | —          | —      | —          |
| Liberale & Piraten   | Liberale & Piraten                          | 00,7   | 01         | —      | —          | —      | —          | —      | —          | —      | —          |
| PIRATEN              | Piratenpartei Deutschland                   | —      | —          | 00,9   | 01         | 01,4   | 01         | —      | —          | —      | —          |
| FW                   | FWG/Bürger für Marburg-Biedenkopf           | —      | —          | —      | —          | 03,7   | 03         | 04,0   | 03         | 03,8   | 03         |
| REP                  | Die Republikaner                            | —      | —          | —      | —          | 01,6   | 01         | 02,5   | 02         | 03,7   | 03         |
| Gesamt               | Gesamt                                      | 100,0  | 81         | 100,0  | 81         | 100,0  | 81         | 100,0  | 81         | 100,0  | 81         |
| Wahlbeteiligung in % | Wahlbeteiligung in %                        | 51,8   | 51,8       | 48,7   | 48,7       | 50,0   | 50,0       | 47,3   | 47,3       | 55,6   | 55,6       |

### Landrat
Landrat des Landkreises Marburg-Biedenkopf ist seit dem 1. Juli 2022 Jens Womelsdorf (SPD). Dieser gewann am 29. Mai 2022 in einer Stichwahl mit 52,1 % der Stimmen gegen den Ersten Kreisbeigeordneten Marian Zachow (CDU), der seit dem Tod im Amt der bisherigen Landrätin Kirsten Fründt (SPD) die Amtsgeschäfte geführt hatte.
| Landratswahl 2022in Prozent %6050403020100 30,7838,3319,553,833,262,092,15 Womels- dorf (SPD)Zachow (CDU)Carius (Grüne)Hofmann (Linke)Riedel (FDP)Kranz (FW)Michler (WDMR) |  | Landratsstichwahl 2022in Prozent %6050403020100 52,1947,81 Womels- dorf (SPD)Zachow (CDU) |

Seit der Entstehung des Landkreises Marburg-Biedenkopf gab es sechs Landräte. 1974 übernahm der Landrat des ehemaligen Kreises Marburg, Burghard Vilmar (SPD), kommissarisch die Aufgabe im neu geschaffenen Kreis, bevor Siegfried Sorge (Freie Wählergemeinschaft), der Landrat des ehemaligen Kreises Biedenkopf, das Amt im Januar 1975 übernahm. Nachfolger wurde im Juni 1981 Christean Wagner (CDU), der bis Juli 1985 im Amt war. Danach leitete Kurt Kliem elf Jahre lang die Geschicke des Landkreises, der dann 1996 von Robert Fischbach (CDU) als ersten direkt gewählten Kandidaten abgelöst wurde. Im September 2007 war Landrat Robert Fischbach im ersten Wahlgang für eine dritte Amtszeit bis ins Jahr 2014 wiedergewählt worden. Es folgte Kirsten Fründt, diese gewann am 22. September 2013 in einer Stichwahl gegen Marian Zachow (CDU), sie erhielt 60,6 % der Stimmen. Die Wahlbeteiligung betrug damals 64,0 %. Sie blieb im Amt bis zu ihrem Tod am 19. Januar 2022.

### Hoheitszeichen
Der Landkreis Marburg-Biedenkopf hat formal die Hoheitszeichen des Altkreises Marburg übernommen, diese wurden für den neu gebildeten Landkreis am 11. Juli 1975 genehmigt. Die Darstellung des Wappens für den Großkreis weicht allerdings von der Darstellung des Altkreises Marburg ab, da man, um das Wappen des Altkreises Biedenkopf („In Blau ein silberner, goldgekrönter Löwenkopf, der viermal von Silber und Rot geteilt ist.“) auch zu repräsentieren, den Kopf des hessischen Löwen detaillierter ausgestaltete.

#### Wappen
| Wappen des Landkreises Marburg-Biedenkopf | Blasonierung: „In Blau der golden gekrönte und bewehrte, neunmal von Silber und Rot geteilte hessische Löwe, der in seinen Pranken einen silbernen Schild mit durchgehendem schwarzem Kreuz hält.“                                                                                             |
| Wappen des Landkreises Marburg-Biedenkopf | Wappenbegründung: Der hessische Löwe steht für die Landgrafschaft Hessen bzw. deren Nachfolgestaaten, zu denen das überwiegende Kreisgebiet gehörte. Das Kreuz steht für den Deutschen Ritterorden, der in Marburg eine bedeutende Niederlassung hatte und dem zahlreiche Ländereien gehörten. |

#### Flagge
Die Flagge des Landkreises ist gevierteilt von Rot und Weiß im Verhältnis 2:3 mit dem aufgelegten Wappen auf der Vierung. Das Banner ist gevierteilt von Rot und Weiß mit dem aufgelegten Wappen auf der Vierung.
Die Flagge wird in der Genehmigung wie folgt beschrieben:

„Die Flagge zeigt auf zwei rot-weiß gedrittelten Feldern in verwechselten Farben das Wappen des Landkreises.“

## Kultur

### Kulturelle Aktivitäten
Die meisten kulturellen Aktivitäten des Landkreises geschehen in enger regionaler Abstimmung mit der Universitätsstadt Marburg. Dazu gehören:
- Literaturpreis der Universitätsstadt Marburg und des Landkreises Marburg-Biedenkopf – 1980–2005 im 2-Jahres-Turnus
- Künstlervereinigung Marburg-Biedenkopf
- Otto-Ubbelohde-Preis (1987 vom Landkreis Marburg-Biedenkopf gestiftet; er wird seitdem jährlich vergeben.)[28]
- Die Eckelshausener Musiktage sind ein international beachtetes Kammermusikfestival mit jährlich wechselnden Themen. Die einzelnen Veranstaltungen finden während der zehn Tage vorwiegend im Bereich Biedenkopf und Dautphetal statt. Es treten sowohl Einzelkünstler, kleinere Gruppen bis zu Kammerorchester auf.
- Schlossfestspiele Biedenkopf
- Beteiligung am Deutschen Mühlentag
- Beteiligung am „Tag des offenen Denkmals“
- „Literatur-Parcours“ und Kreis-Kunst-Ausstellung der regional ansässigen Kulturschaffenden, jährlich alternierend an wechselnden Standorten

### Sprache
Neben dem Hochdeutschen wird im Landkreis auch der Dialekt – das Platt – gepflegt. Der Dialekt gehört zum Mittelhessischen, wobei das Hinterländer Platt überwiegend im westlichen Teil des Landkreises gesprochen wird. Demgegenüber besteht im (nord-)östlichen Teil eher ein Mischgebiet zum Niederhessischen Dialekt. Nachdem bis in die 1960er Jahre der Dialekt noch meist als erste Sprache gesprochen wurde, drohte der Dialekt zum Ende des 20. Jahrhunderts hin auszusterben. Steigendes regionales Bewusstsein, welches sich unter anderem durch die Bildung von Dialektvereinen und deren wissenschaftliche Begleitung an der Philipps-Universität ausdrückt, versuchen dem entgegenzuwirken.

### Traditionspflege
Der Raum Marburg-Biedenkopf gilt als ehemals trachtenreichste Region Deutschlands. Insbesondere die Frauentrachten wiesen eine große Vielfalt auf. Im Kreis wird unterschieden zwischen den Hinterländer Trachten und den Marburger Trachten. Nachdem die Männertrachten bereits ab Mitte des 19. Jahrhunderts aus der Mode kamen, war das Tragen von Frauentrachten ab der Zeit des Nationalsozialismus für Schüler verpönt und teilweise auch untersagt. So verringerte sich die Zahl stetig. Zur Trachtenpflege gibt es im Landkreis einige Trachten- und Trachtentanzvereine.
In einigen Orten werden so genannte „Grenzgangsfeste“ gefeiert. Die großen Grenzgangsfeste im Landkreis finden jeweils alle sieben Jahre in den Orten Biedenkopf, Buchenau, Goßfelden, Wetter und Wollmar statt. Diese Feste gehen auf die Abschreitung der Gemarkungsgrenzen im späten Mittelalter zurück.

### Partnerschaften
- Huntingdonshire District (Großbritannien)

Diese Partnerschaft besteht offiziell seit Juli 1977; die Grundlagen wurden jedoch bereits 1949 gelegt, als der damalige Kreisjugendpfleger einen Jugendaustausch organisierte.
- Bezirk Charlottenburg-Wilmersdorf von Berlin
- Kreis Kościerski in Polen (seit Oktober 2000)

Weiterhin bestehen freundschaftliche Kontakte mit den deutschen Landkreisen
- Wartburgkreis (Thüringen)
- Rendsburg-Eckernförde (Schleswig-Holstein)
- Delitzsch (Sachsen)

sowie der italienischen Gemeinde
- Lüsen in Südtirol[32]

## Wirtschaft und Infrastruktur

### Überblick
Die wirtschaftlichen Schwerpunkte des Landkreises liegen in Marburg, wo besonders der Dienstleistungsbereich durch die Philipps-Universität und die Nachfolgefirmen des einstigen Pharmaunternehmens Behringwerke vertreten ist, in Stadtallendorf, wo neben der Eisengießerei Winter mit Ferrero der größte Arbeitgeber des Kreises beheimatet ist, sowie im westlichen Teil des Kreises in der Stadt Biedenkopf und den Gemeinden Breidenbach und Dautphetal, die zusammen als gewerblicher Schwerpunkt ausgewiesen sind. Dort und in Gladenbach-Erdhausen lassen sich einige traditionsreiche und weltbekannte Modell- und Formenbaufabriken finden. Die Gemeinden Bad Endbach, Gladenbach und Lohra betreiben zusammen einen interkommunalen Gewerbepark (siehe Hauptartikel Lahn-Dill-Gebiet). 
Der Landkreis weist außerdem eine vergleichsweise niedrige Arbeitslosigkeitsrate auf.
Im Zukunftsatlas 2016 belegte der Landkreis Marburg-Biedenkopf Platz 200 von 402 Landkreisen, Kommunalverbänden und kreisfreien Städten in Deutschland und zählt damit zu den Regionen mit „ausgeglichenem Chancen-Risiko Mix“ für die Zukunft. In der Ausgabe von 2019 lag er auf Platz 235 von 401.

### Verkehr

#### Straßenverkehr

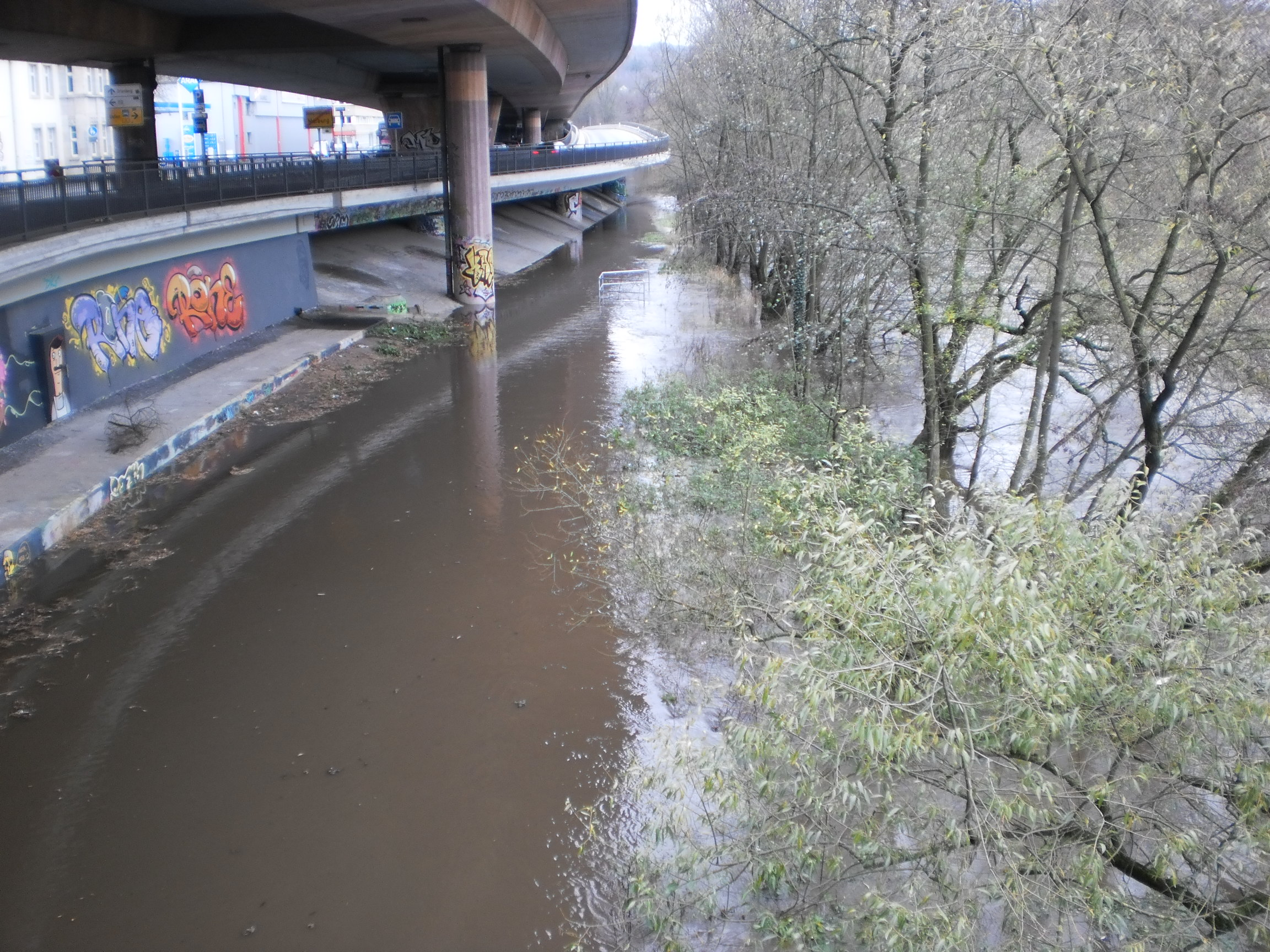
Bundesstraße 3 und der überschwemmte Lahnradweg in Marburg

Das gesamte Gebiet des Landkreises wird von keiner Bundesautobahn durchquert. Aus Nordosten führt nach dem Ende der A 49 bei Borken (Hessen) (Schwalm-Eder-Kreis) die B 3 in das Kreisgebiet, die ab Marburg in Richtung Süden autobahnähnlich ausgebaut über den Gießener Ring (A 485) Anschluss an die A 45 (Köln, Dortmund oder Frankfurt am Main) und A 5 Richtung Frankfurt bietet.
In südwestliche Richtung bietet ebenfalls die B 3 Anschluss an die B 255 nach Koblenz und die B 49 nach Limburg. Südöstlich führt die B 62 von der A 5 ab Abfahrt Alsfeld (Vogelsbergkreis) in den Kreis hinein und nordwestlich ebenfalls in Richtung A 45 hinaus.
Wichtige und zum Teil kontrovers diskutierte Verkehrsplanungen und -probleme betreffen vor allem den Weiterbau der A 49, den Lückenschluss der A 4 zwischen Siegen und dem Hattenbacher Dreieck sowie den Bau von Umgehungsstraßen entlang der B 62 im relativ engen Lahntal und der B 252.

#### Schienenverkehr

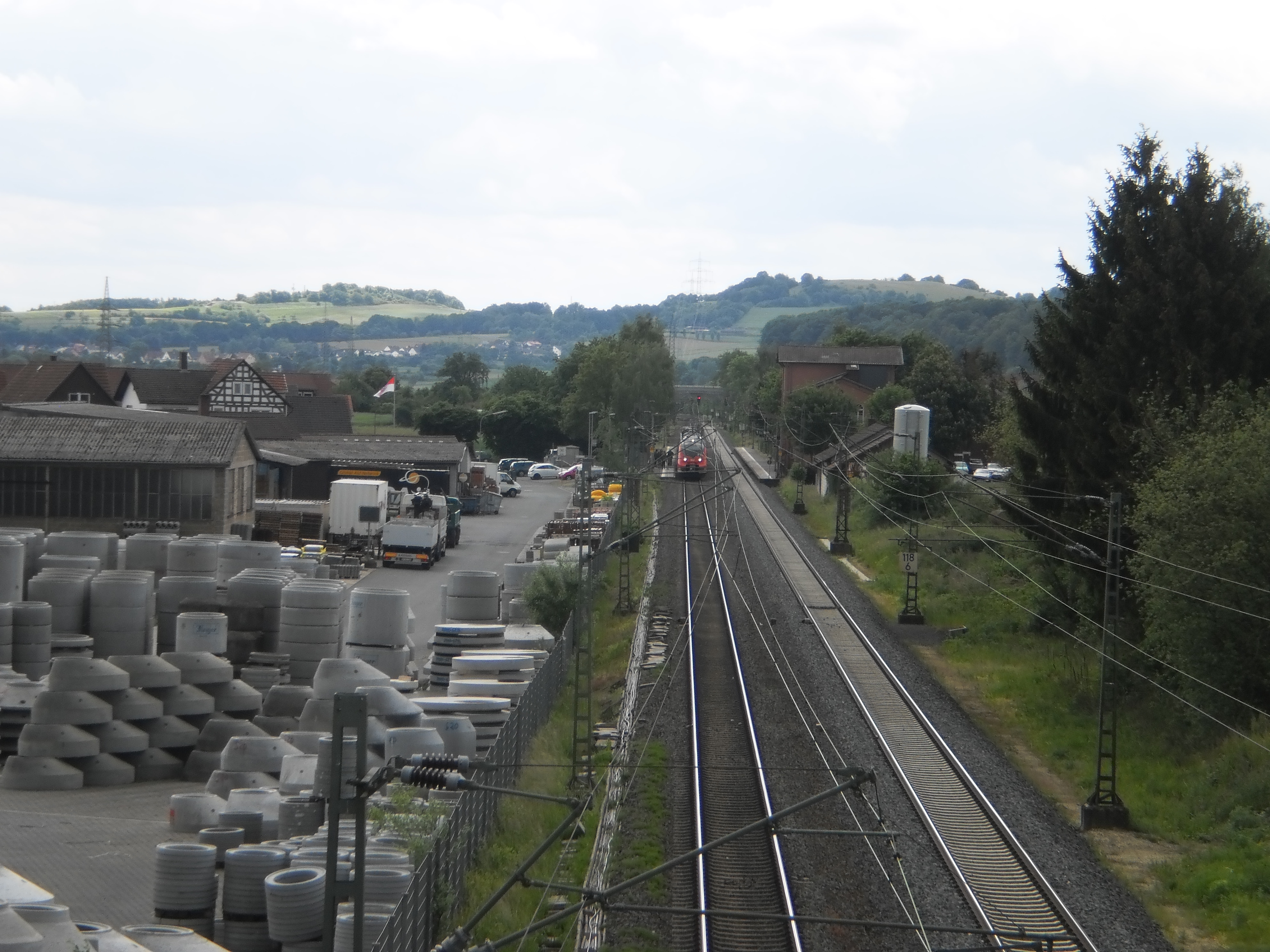
Ein Mittelhessen-Express in Fronhausen, ganz im Süden des Landkreises auf der Fahrt nach Marburg

Die wichtigste Eisenbahnverbindung des Landkreises ist die Strecke der Main-Weser-Bahn Frankfurt–Gießen–Kassel mit IC-Halt allein in Marburg. Regionalexpress-Züge auf der Strecke Frankfurt–Kassel halten in Marburg, Kirchhain, Stadtallendorf und Neustadt. Eingleisige Nebenstrecken verbinden Marburg einerseits mit Frankenberg (die so genannte Burgwaldbahn) sowie andererseits mit Erndtebrück (Kreis Siegen-Wittgenstein, Nordrhein-Westfalen) über die Obere Lahntalbahn. Von 1905 bis 1972 betrieb der Kreis Marburg eine eigene Eisenbahnstrecke vom Bahnhof Marburg-Süd in den Ebsdorfergrund nach Dreihausen (Marburger Kreisbahn).
Der Nahverkehr wird vom Rhein-Main-Verkehrsverbund (RMV) in Kooperation mit dem Regionalen Nahverkehrsverband (RNV) Marburg-Biedenkopf organisiert. Den Zuschlag für die im Landkreis erstmals verteilten Linienbündel der Buslinien erhielt für den Bereich „LMR-Nordwest“ die Verkehrsgesellschaft Mittelhessen. Die beiden Linienbündel „LMR-Nordost“ und „LMR-West“ wurden im Jahr 2006 vergeben.
Der internationale Flughafen Frankfurt Main liegt etwa eine Autostunde entfernt, Zugverbindungen benötigen mit Umsteigen Frankfurt (Main) Hauptbahnhof ungefähr eine Stunde und zwanzig Minuten.
Ein kleiner Flugplatz befindet sich im Cölber Ortsteil Schönstadt, ein Sonderlandeplatz im Bad Endbacher Ortsteil Bottenhorn.

#### Radverkehr

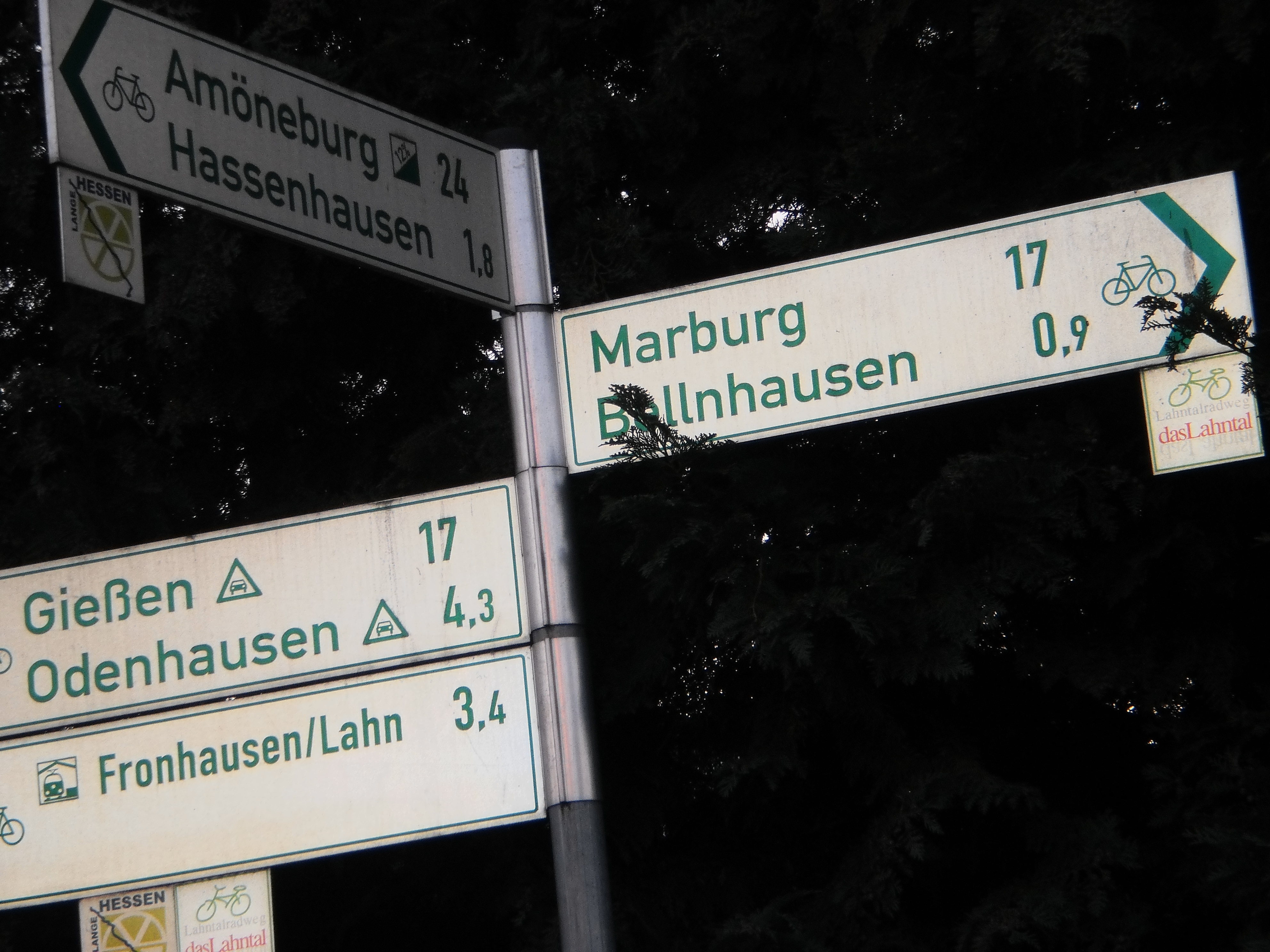
Wegweiser am Lahnradweg, Abzweig zur touristischen Radroute zur Altstraße „Lange Hessen“.

Durch den Landkreis verläuft im Marburg-Gießener Lahntal der für den Tourismus bedeutsame Lahnradweg von Nord nach Süd, eine nahezu steigungsfreie, als ADFC-4-Sterne-Route bewertete Verkehrsverbindung, die über den Freizeitbereich hinaus auch für den Alltagsverkehr im Radverkehrsnetz der Region Bedeutung hat.
Die Gesamtlänge des Radroutennetzes beträgt 1200 Kilometer, wovon etwa 450 km mit Wegweisung und Radverkehrsinfrastruktur ausgebaut sind. Es bestanden im Jahr 2015 Netzlücken von 20 km.
Weitere touristische Themenrouten (etwa 450 km) wie etwa den Burgwaldradweg, Otto-Ubbelohde-Radweg oder den Salzböderadweg siehe im Wikipedia-Artikel Radwegenetz Hessen.

## Gemeinden

### Übersicht
Nachfolgend findet sich eine Auflistung aller Gemeinden des Landkreises. Unter „Altkreis“ werden die Gemeinden den drei ehemaligen Landkreisen Biedenkopf (bis 1974, Westen, Hessisches Hinterland), Kirchhain (bis 1932, Ostkreis) und Marburg (zentral, vor der Eingliederung des Kreises Kirchhain 1932) zugeordnet.
Die Einwohnerzahlen der Gemeinden beziehen sich auf den 31. Dezember 2023.
| Ort                                                   | Stadtrechte seit | Zentralität (Regionalplan Mittelhessen) | Mittel- zentrums- bereich | Anzahl Ortsteile | Altkreis   | Einwohner (Kernort) | Einwohner gesamt | Fläche [km²] |
| ----------------------------------------------------- | ---------------- | --------------------------------------- | ------------------------- | ---------------- | ---------- | ------------------- | ---------------- | ------------ |
| Amöneburg                                             | nicht bekannt    | 5Kleinzentrum                           | Kirchhain                 | 05               | Kirchhain  | 01.500              | 04.956           | 043,95       |
| Angelburg (Sitz: Gönnern)                             | entfällt         | 4Unterzentrum*                          | Biedenkopf                | 03               | Biedenkopf | 01.500              | 03.432           | 016,72       |
| Bad Endbach                                           | entfällt         | 5Kleinzentrum                           | Gladenbach                | 08               | Biedenkopf | 02.300              | 07.845           | 040,84       |
| Biedenkopf                                            | 1254             | 2Mittelzentrum                          | Biedenkopf                | 09               | Biedenkopf | 06.200              | 13.087           | 090,33       |
| Breidenbach                                           | entfällt         | 3Unterzentrum                           | Biedenkopf                | 07               | Biedenkopf | 03.200              | 06.750           | 044,83       |
| Cölbe                                                 | entfällt         | 5Kleinzentrum                           | Marburg                   | 06               | Marburg    | 03.600              | 06.530           | 026,66       |
| Dautphetal (Sitz: Dautphe)                            | entfällt         | 3Unterzentrum                           | Biedenkopf                | 12               | Biedenkopf | 02.400              | 11.405           | 072,03       |
| Ebsdorfergrund (Sitz: Dreihausen)                     | entfällt         | 5Kleinzentrum                           | Marburg                   | 11               | Marburg    | 01.500              | 09.077           | 072,89       |
| Fronhausen                                            | entfällt         | 5Kleinzentrum                           | Marburg                   | 07               | Marburg    | 02.300              | 04.109           | 027,88       |
| Gladenbach                                            | 1937             | 2Mittelzentrum                          | Gladenbach                | 15               | Biedenkopf | 04.000              | 12.520           | 072,28       |
| Kirchhain                                             | 1352             | 2Mittelzentrum                          | Kirchhain                 | 13               | Kirchhain  | 07.700              | 16.371           | 090,92       |
| Lahntal (Sitz: Sterzhausen)                           | entfällt         | 5Kleinzentrum                           | Marburg                   | 07               | Marburg    | 02.000              | 06.991           | 040,49       |
| Lohra                                                 | entfällt         | 5Kleinzentrum                           | Gladenbach                | 10               | Marburg    | 02.500              | 05.834           | 049,18       |
| Marburg (Universitäts-, Sonderstatus- und Kreisstadt) | 1222             | 1Oberzentrum                            | Marburg                   | 19               | Marburg    | 50.000              | 73.704           | 124,50       |
| Münchhausen                                           | entfällt         | 5Kleinzentrum                           | Marburg                   | 05               | Marburg    | 01.200              | 03.257           | 041,54       |
| Neustadt                                              | 1270             | 3Unterzentrum                           | Stadtallendorf            | 04               | Kirchhain  | 06.700              | 09.166           | 056,88       |
| Rauschenberg                                          | 1266             | 5Kleinzentrum                           | Kirchhain                 | 07               | Kirchhain  | 02.200              | 04.492           | 067,33       |
| Stadtallendorf                                        | 1960             | 2Mittelzentrum                          | Stadtallendorf            | 06               | Kirchhain  | 16.900              | 21.407           | 078,29       |
| Steffenberg (Sitz: Niedereisenhausen)                 | entfällt         | 4Unterzentrum*                          | Biedenkopf                | 06               | Biedenkopf | 01.200              | 03.835           | 024,32       |
| Weimar (Sitz: Niederweimar)                           | entfällt         | 5Kleinzentrum                           | Marburg                   | 12               | Marburg    | 02.600              | 07.225           | 047,05       |
| Wetter                                                | 1239             | 3Unterzentrum                           | Marburg                   | 10               | Marburg    | 04.500              | 08.927           | 104,56       |
| Wohratal (Sitz: Wohra)                                | entfällt         | 5Kleinzentrum                           | Kirchhain                 | 04               | Kirchhain  | 01.000              | 02.173           | 030,66       |

(*): Die Unterzentren Steffenberg und Angelburg sind als Unterzentren mit Kooperationsbedarf (miteinander und mit dem benachbarten Unterzentrum Breidenbach) ausgewiesen und erfüllen nicht vollständig die Kriterien für Unterzentren.
Neben den oben aufgeführten Städten genießen auch der Stadtallendorfer Ortsteil Schweinsberg (seit 1332) und der Biedenkopfer Ortsteil Breidenstein (seit 1398) historische Stadtrechte.

### Mittelzentrumsbereiche
Aufgrund der hervorgehobenen Stellung des Oberzentrums Marburg ist der Mittelzentrumsbereich Marburg, der sich, von der Gemeinde Lohra abgesehen, vollständig mit dem Altkreis Marburg in seiner Zusammensetzung bis 1932 deckt, sehr weitreichend auf die Universitätsstadt ausgerichtet, wobei lediglich die Stadt Wetter im Norden eine bedingt komplette Infrastruktur aufweist.
Zwar verfügen Wetter, Ebsdorfergrund (in Heskem) und Weimar (in Niederwalgern) über größere Gesamtschulen, jedoch müssen diese ohne gymnasiale Oberstufe auskommen, d. h. das Abitur selbst ist nur in der Kreisstadt möglich, die auch über drei relativ große Berufsschulen mit jeweiligem Fächerschwerpunkt verfügt.
Im Ostkreis teilen sich die ehemalige Kreisstadt Kirchhain und die mittlerweile einwohnerstärkere Industriestadt Stadtallendorf als Mittelzentren teilweise die Aufgaben. Während Kirchhain u. a. Sitz der weiterführenden Schulen ist (die Stadt verfügt sowohl über eine Berufsschule als auch über eine Gesamtschule mit gymnasialer Oberstufe), besitzt Stadtallendorf eine Außenstelle des Landratsamtes. Beide Städte sind als Einkaufsstädte jeweils relativ eigenständig, ergänzen sich jedoch in spezielleren Angeboten. Wie Stadtallendorf verfügt auch Neustadt über eine Gesamtschule ohne gymnasiale Oberstufe; in der sonstigen Infrastruktur ist die Stadt zwar halbwegs eigenständig, jedoch schwächer ausgestattet als die beiden Mittelzentren.
Alle übrigen Städte und Gemeinden des Ostkreises weisen eher dörflichen Charakter auf, wobei Amöneburg allerdings über ein privates Gymnasium verfügt.
Der Westen des Landkreises (Hessisches Hinterland) ist größtenteils auf die ehemalige Kreisstadt Biedenkopf als Mittelzentrum ausgerichtet, wobei jedoch speziell Dautphetal und Breidenbach durchaus über die Infrastrukturen von mittleren Kleinstädten verfügen. Biedenkopf verfügt u. a. über ein Gymnasium, eine Berufsschule und eine Außenstelle des Landratsamtes.
Im Süden des Hinterlandes stellt Gladenbach, nicht zuletzt aufgrund seiner räumlichen Abgeschiedenheit, das zweite Mittelzentrum dar. Es ist deutlich weniger von Industrie geprägt, beherbergt indes die Kneipp-Heilbäder Gladenbach und Bad Endbach.
Die Gladenbacher Gesamtschule stellt die einzige Schule im Hinterland außerhalb Biedenkopfs dar, die die Möglichkeit für einen höheren Abschluss bietet.
Alles in allem bleibt das Einzugsgebiet Gladenbachs jedoch beschränkt, während Biedenkopf z. T. auch (Neben-)Zentrumsfunktionen für den Nordkreis (Lahntal, Wetter), angrenzende Gemeinden des Lahn-Dill-Kreises (Dietzhölztal, Eschenburg) und des Landkreises Waldeck-Frankenberg (Hatzfeld und z. T. Battenberg) sowie, in Funktionsteilung mit dem benachbarten Laasphe, auch für den Südosten des Kreises Siegen-Wittgenstein (NRW) ausübt.

### Regionalverbände
- Die Mittelzentrumsbereiche Biedenkopf und Gladenbach sind Teil von Region und Naturpark Lahn-Dill-Bergland.[40]
- Die dörflichen Außenstadtteile Marburgs (d. h. ohne Kernstadt, Cappel, Wehrda und Marbach) bilden zusammen mit Weimar, Fronhausen, Ebsdorfergrund und Amöneburg die Region Marburger Land.[41]
- Der Norden der Mittelzentrumsbereiche Marburg (Lahntal, Wetter, Münchhausen, Cölbe) und Kirchhain (Kirchhain, Rauschenberg, Wohratal) sind Teil der Region Burgwald(-Ederbergland).[42]
- Der Kernstadtbereich des Oberzentrums Marburg (mit Cappel, Wehrda und Marbach) und der Mittelzentrumsbereich Stadtallendorf (inklusive Neustadt) sind in keinem gesonderten Regionalverband.

## Kfz-Kennzeichen
Am 1. Juli 1974 wurde dem Landkreis das seit dem 1. Juli 1956 für den Landkreis Marburg gültige Unterscheidungszeichen MR zugewiesen. Es wird durchgängig bis heute ausgegeben.
Bis in die 1990er Jahre erhielten Fahrzeuge aus dem Altkreis Biedenkopf Kennzeichen mit den Buchstabenpaaren LA bis MZ und TA bis TZ und den Zahlen von 100 bis 999.
Seit dem 2. Januar 2013 ist auch wieder das Unterscheidungszeichen BID (Biedenkopf) erhältlich.
siehe: Kennzeichenliberalisierung.